# Шар F іоносфери
Шар F іоносфе́ри або шар Е́пплтона — Ба́рнетт — зовнішній шар іоносфери, що починається на висоті понад 150 км і простягається до 800 км. Він є частиною як термосфери, так і гетеросфери, де хімічний склад атмосфери змінюється з частотою. Особливістю шару F є те, що він відбиває радіохвилі, що робить можливим передачу радіосигналів короткохвильового діапазону на значну віддаль. За його відкриття англійський радіофізик Едвард Віктор Епплтон був нагороджений Нобелівською премією з фізики (1947). 
Незважаючи та те, що іонний склад шару F залежить від сонячної активності, його здатність відбивати електромагнітні хвилі з частотою, меншою ніж 10 МГц, стабільна. 
Шар F поділяють на шари F1 та F2 в залежності від іонного складу та поведінки. Шар F1 (від 150 до 200 км) існує лише в світлу частину доби і містить суміш інонів O2+, NO+ та атомарного O+. Шар F2, який головним чином відповідає за відбиття радіохвиль в будь-яку пору дня і ночі, містить в основному іони O+. Густина вільних електронів у шарі F1 приблизно 5·105 см–3. Густина вільних електронів у шарі F2 вища й сягає 2·106 см–3.